# قلعه راهداری کرک
قلعه راهداری کرک مربوط به سدهٔ ۱۰ تا ۱۱ ه.ق است و در شهرستان گرمسار، بخش ایوانکی، دهستان ایوانکی، ۷۰۰ متری شمال روستای کرک واقع شده و این اثر در تاریخ ۲۶ اسفند ۱۳۸۷ با شمارهٔ ثبت ۲۶۰۶۷ به‌عنوان یکی از آثار ملی ایران به ثبت رسیده است.